# جن سیاه (فیلم ۱۹۰۵)
جن سیاه (فرانسوی: Le Diable noir‎) فیلم صامت کوتاه فرانسوی محصول سال ۱۹۰۵ ساخته ژرژ ملی‌یس است. این فیلم توسط کمپانی استار فیلم ملی‌یس ساخته شد و در کاتالوگ فیلم‌های ملی‌یس ۶۸۳-۶۸۵ شماره‌گذاری شده است.